# 미나모토노 요시토모
미나모토노 요시토모(일본어: 源 義朝, 1123년 ~ 1160년 2월 11일)는 헤이안 시대 말기의 무장이다. 미나모토노 요리토모, 요시쓰네 형제의 아버지이다.
미나모토노 요시이에 사후, 그의 후손인 가와치 겐지는 내분으로 무가로서의 힘이 쇠약해지고 수도에서의 지위도 같은 무가인 헤이시(平氏) 일문에 비해 쇠락해 있었다. 이에 요시토모는 교토를 떠나 도고쿠(東國)로 낙향하여 재지 호족을 무사단으로 조직해 세력을 키워, 교토로 귀환하여 시모쓰케노카미(下野守)로 임명되었다. 호겐의 난 때에 도고쿠 무사단을 이끌고 전공을 세워 사바노카미(左馬頭)로 임명되지만, 3년 뒤에 일어난 헤이지의 난에서 후지와라노 노부요리(藤原信賴)측에 가담하였다가 패배, 교토를 빠져나와 동쪽으로 달아나는 도중에 게닌(家人)의 배신으로 모살되었다.

## 생애

### 가즈사노온조시(上總御曹司)
그가 태어난 호안(保安) 4년(1123년)은 시라카와 상황(白河上皇)이 인세이를 행하던 시대이자 스토쿠 천황(崇德天皇)이 즉위한 해였다. 아버지는 가와치 겐지의 도료인 미나모토노 다메요시(源爲義)였고 어머니는 시라카와 상황의 신하인 아와지노카미(淡路守) 후지와라노 다다키요(藤原忠淸)의 딸이었다. 일찍이 도고쿠에서 무문(武門)으로서 이름을 떨친 가와치 겐지였지만 요시토모가 태어날 무렵에는 앞서의 일족간 내분으로 거의 몰락하다시피 한 상태였고, 도료였던 다메요시도 그 자신의 문제행동으로 상황의 신뢰를 잃고 변변찮은 관위에 머물러야 했다. 그 와중에 요시토모는 이미 소년 시절부터 도고쿠(간토 지방)로 낙향했다고 여겨진다.
도고쿠로 낙향한 요시토모는 가즈사(上總) 집안 등의 호족들로부터 비호받으며 그곳에서 자라났다. 이때 요시토모는 '가즈사노온조시(上總御曹司)'라 불렸던 시기가 있는데, 처음 아버지 다메요시 아와(安房)의 마루노미쿠리야(丸御厨)를 다스렸던 연고에 따라 그 땅에 이주했고, 이후 안자이(安西)ㆍ미우라(三浦)ㆍ가즈사 등의 현지 호족 집안과의 제휴 아래 아와에서 가즈사(上總)로 옮겨 그곳에서 가즈사 집안의 후견을 받게 된 것으로 여겨진다. 이 때문에 아버지 다메요시와는 별도로 도고쿠를 거점으로 한 독자적 세력을 쌓은 요시토모는 현지에서 소마노미쿠리야(相馬御厨)나 오니와노미쿠리야(大庭御厨) 등의 지배권을 둘러싼 호족들간의 다툼에 개입하여, 이 과정에서 미우라 요시아키(三浦義明)ㆍ오오바 가게요시(大庭景義) 등 힘 있는 재지 호족들을 휘하로 끌어들였다. 또한 재지 호족들과 혼인관계로 연척을 형성해, 아내로 맞이한 미우라 집안이나 하타노(波多野) 집안(사가미의 호족)의 여성과의 사이에서 각각 맏아들 요시히라(義平)와 둘째 아들 도모나가(朝長)를 얻기도 했다. 가와치 겐지의 주요 기반이 도고쿠를 중심으로 형성된 것은 요시토모에서 비롯되었으며, 그는 특히 고조할아버지인 미나모토노 요리요시(源賴義) 이래의 연고지이기도 한 가마쿠라(鎌倉)의 가메가타니(亀ヶ谷)에 저택을 짓고 그곳을 중심으로 사가미 국 일대에 강력한 기반을 형성한다.
이러한 요시토모의 세력 신장은 간토의 다른 겐지, 특히 시모쓰케의 아시카가(足利)에 근거지를 두고 있던 큰아버지 미나모토노 요시쿠니(源義國)의 세력과 무사시(武蔵) 등지에서 충돌하는 등의 마찰을 빚기도 했지만, 요시쿠니 휘하에 있던 사촌 가와치노 쓰네쿠니(河內經國)의 중개로 양자간 동맹이 체결되어 동지가 되는 것으로 일은 마무리되었고 이후 요시쿠니의 아들인 요시야스(義康) 등과도 제휴하면서, 그 결과 20대 초반에 이르면 이미 남관동 지역의 무사단을 통솔하는 지위를 확립한 요시토모는 교토에까지도 그 활약상이 알려지게 되어 중앙으로 진출할 발판을 마련하게 된다.

### 교토로의 진출
맏아들 요시히라에게 도고쿠를 맡기고 수도로 돌아온 요시토모는, 규안(久安) 4년(1147년)에 정실로 맞아들인 아쓰타노오오구지(熱田大宮司)의 딸 유라 고젠(由良御前)과의 사이에서 적자(셋째 아들) 요리토모(賴朝)를 얻었다. 도바 상황(鳥羽上皇)의 근신이기도 했던 처가의 후광에 힘입어 상황이나 셋쇼간파쿠(攝政關伯) 후지와라노 다다미치(藤原忠通)에게도 접근해, 닌표(仁平) 3년(1153년)에는 종5위하 시모쓰케노카미로 임명되고, 이듬해에는 고바노스케(右馬助)를 겸하게 된다. 이때 그의 나이 32세였다. 가와치 겐지로서 구니(國)의 지방관으로 취임한 것은 미나모토노 요시치카(源義親) 이래 50년 만의 일이었으며, 당시 게비이시(檢非違使)에 불과했던 아버지 다메요시의 지위를 훨씬 뛰어넘는 것이었다. 이러한 급격한 인사 승진은 지샤(寺社) 세력의 진압이나 인(院)에 속한 영지 지배를 위해서는 도고쿠 무사단의 수장 요시토모의 무력이 필요하다는 도바 상황의 판단에 의한 것으로 보이며, 동시에 셋칸케를 섬기던 아버지 다메요시와의 대립을 의미했다.
규쥬(久壽) 2년(1155년)에 요시토모는 앞서 다메요시의 의향으로 도고쿠에 낙향해 세력을 키워가던 남동생 요시카타(義賢)를 맏아들 요시히라를 시켜 치게 했으며, 이를 통해 그에게 맞설 세력을 배제하고 도고쿠에서의 지위를 굳혔다(오쿠라 전투). 그러나 이는 복수를 위해 시나노국으로 내려간 다른 한 명의 동생 요리카타(賴賢)와의 충돌 직전까지 이어지는 등, 부자간의 대립은 돌이키기 어려운 지경에까지 이르렀다. 오쿠라 전투는 교토에서는 그다지 문제로 여기지 않았는데 이 배경에는 무사시노카미였던 후지와라노 노부요리(藤原信賴)의 묵인이 있었으며, 셋칸케에 속한 다메요시파에 대한 억압이 있었다고도 한다.
덧붙여 종래 요시토모가 다메요시의 맏아들로서 그의 적자로 여겨져왔지만, 최근의 연구에는 관위 등의 문제를 들어 이를 의심하는 견해가 있다. 요시토모가 도고쿠에서 세력을 키우던 초기만 하더라도 아버지 다메요시가 섬기던 셋칸케에 편향된 자세를 보였지만, 요시토모의 기반인 사가미 국 등이 도바 상황의 지행국(知行國)이 되면서 그 자신이 도고쿠에서 세력을 늘리기 위해서는 도바 상황에게 접근할 필요가 있었고, 셋칸케를 섬기던 아버지와 거리를 두는 지경에까지 이르게 된 것이라는 설도 있다. 이에 요시토모의 도고쿠에서의 움직임을 견제하기 위해 다메요시가 보낸 것이 남동생 요시카타였다는 것이다. 또 요시카타도 곧 적자 자리를 잃고 그 아우인 요리카타가 다메요시의 적자 자리를 차지했다는 견해도 있다.

### 호겐의 난
호겐(保元) 원년(1156년) 7월에 스토쿠 상황과 후지와라노 요리나가가 일으킨 호겐의 난 때 스토쿠 상황측에 가담한 아버지 다메요시, 남동생 요리카타ㆍ다메토모(爲朝) 등과 갈라져 고시라카와 천황(後白河天皇) 편에 서서 도고쿠 무사단을 이끌고 가담했다. 다이라노 기요모리(平靑盛)와 함께 작전회의에 든 요시토모는 상황에 대한 선제공격과 야간기습을 주장하며, 주저하는 신제이(信西)나 간파쿠 후지와라노 다다미치에 대해 결단을 요구했다. 공격 명령이 내려지자 요시토모는 "(도고쿠에서의) 사전(私戰)에선 조가(朝家, 조정)의 비난이 두려워 생각처럼 잘 안 되었지만, 이번 싸움은 추토선지까지 받았으니 아무 염려없이 싸울 수가 있겠다" 며 의기양양하게 출진했다고 전한다.
난은 천황측의 승리로 끝났고 패자가 된 다메요시는 요시토모 앞에 출두했다. 군담소설 《호겐 이야기》(保元物語)에는 요시토모가 자신이 세운 전공을 내세우며 아버지를 구명할 것을 호소했지만 신제이에 의해 이는 받아들여지지 않았고 결국 요시토모 자신의 손으로 아버지나 어린 동생들을 죽이게 되는 비극적인 장면이 상세히 그려져 있다. 7월 30일, 후나오카(船岡) 산골의 마을 근처에서 다메요시와 그 아들들은 요시토모의 손으로 처형되었으며, 아버지를 죽인 요시토모는 '제 아비 목을 친 놈'이라는 세상의 비난을 받았다고 한다.
난이 끝난 뒤 은상으로 그는 사바노카미에 임명되었다. 기존의 견해에서는 이 때 요시토모는 자신의 탄원에도 불구하고 아버지와 대부분의 형제들이 처형되었을 뿐 아니라, 논공행상에서도 기요모리보다 낮은 관위를 받은 것에 크게 불만을 품었다고도 하지만, 기요모리는 이미 소년 시절부터 '황자'나 다름없는 대우를 받으며 11세에 원복과 동시에 종5위하를 수여받았고, 17세에는 종4위하까지 올라 호겐의 난이 있기 10년 전에는 정4위하로서 구교(公卿)의 지위에 오르기 일보 직전까지 이르러 있었던 점이 지적된다. 기요모리와는 달리 호겐의 난 직전에야 종5위하 시모쓰케노카미의 작위를 받아 간신히 수령 정도의 레벨이 된 요시토모의 지위는 기요모리와 비교하면 원래부터 큰 갭이 있어, 은상에 불만을 품었다는 설명이 꼭 타당하다고는 할 수 없다. 또한 요시토모가 얻은 사바노카미라는 지위도 그 위계 이상으로, 무문에 있어서는 그야말로 무문의 도료(당주)에 비길 만큼 중요한 관위였기에 오히려 그 자체로도 파격적인 은상이었다는 의견도 근래 제시되고 있다. 또한 다메요시의 처형은 어디까지나 그들을 모반인으로 판단한 조정의 재결이며, 기요모리 또한 자신의 숙부인 다이라노 다다마사 등 스토쿠 상황측에 가담한 동족을 조정의 명에 따라 처형했기에, 이때에 대한 요시토모의 불만이 헤이지의 난으로 이어졌다는 견해에도 의문이 제기되고 있다.

### 헤이지의 난
헤이지(平治) 원년 12월 9일(1160년 1월 19일), 요시토모는 미나모토노 미쓰야스(源光保)ㆍ미나모토노 스에자네(源季実)ㆍ미나모토노 시게나리(源重成) 등과 함께, 후지와라노 노부요리와 작당하여 고시라카와 상황의 신임이 두꺼운 신제이 등이 있는 것으로 보이는 별궁 산조도노(三條殿)를 습격한다. 이것이 헤이지의 난이다.
난의 원인으로는 앞서 언급한, 군담소설 《헤이지 이야기(平治物語)》의 기술대로 호겐의 난에서 기요모리와의 은상 차별에 요시토모가 불만을 품었기 때문이라는 '겐지 대 헤이케'의 구도를 그리려는 설, 자신과의 혼담을 거절한 신제이에 대한 원한설이나 그 결과로 똑같이 신제이를 미워하는 후지와라노 노부요리와 작당하게 되었다는 설 등 요시토모의 동기를 중심으로 설명되는 경우가 많았다(노부요리에 대해서도 《헤이지 이야기》나 《구칸쇼》는 똑같이 "문장도 별볼일 없고 무에도 뛰어나지 못한 데다, 능력도 없고 딱히 잘하는 것도 없으면서 조정의 은혜에 기대었다"는 식으로 부정적인 묘사를 하고 있다). 그러나 이러한 통속적 이해는 오늘날에는 재검토되고 있다. 노부요리를 따른 무사들은 요시토모만이 아니었으며 각자 독립된 세력으로서 각자의 권문을 섬기는 무가가 자신의 의지로 노부요리에게 가담했을 뿐이지 요시토모의 지시로 그렇게 된 것은 아니다.
헤이지의 난의 원인은 실제로는 고시라카와 상황을 지지하는 인세이파와 니조 천황(二條天皇)을 지지하는 친정파 사이의 대립, 그리고 이 두 파벌이 모두 똑같이 신제이에 대한 불만을 품고 있었으며 고시라카와 상황이 이를 제대로 추스려 달래지 못했던 데에 있다고 한다.
요시토모와 후지와라노 노부요리의 관계도, 신제이를 미워한다는 공통점에서 결탁하게 된 것이라는 설도 이야기로서야 이해하기 쉽지만, 이미 헤이지의 난이 일어나기 전에 요시토모가 남관동에서 세력을 키우고 있었을 때 노부요리는 무사시노카미였고 그 후로도 그곳의 지행국주로 있었으며, 요시토모의 무사시에서의 세력 확대도 갑작스런 종5위하 시모쓰케노카미로의 임명도 노부요리 등의 지원이 있었기 때문이었다고 여겨진다. 노부요리는 무사시를 중심으로 하는 지반을 통해, 호겐의 난으로 해체된 셋칸케의 무력이 해체된 뒤에도 이를 대체할 수 있는 무력ㅡ요시토모가 이끄는 간토 무사단의 무사들을 교토의 구게 사회에 공급할 수 있는 입장이었다.
산조전을 습격하고 도망친 신제이를 타도한 뒤 노부요리는 정국의 중심에 서게 되었으며, 요시토모도 신제이 추토에 대한 포상으로 하리마노카미(播磨守)로 임관되었으며, 그 아들 요리토모는 우효에노스케(右兵衛佐)로 임명되었다. 그러나 공통의 적이었던 신제이가 사라지자 더 이상 결속할 필요가 없어진 인세이파와 천황친정파는 공중분해하기 시작했고, 이번에는 후지와라노 노부요리와 천황친정파 사이에 반목이 발생한다. 교토를 떠나 후쿠하라에 있던 기요모리는 승자인 노부요리를 따를 의향을 보이며 교토로 돌아옸지만, 그 뒤 천황친정파의 모략으로 니조 천황이 기요모리가 있던 로쿠하라(六波羅) 저택으로 파천하고, 형세하 불리함을 깨달은 고시라카와 법황도 닌나사(仁和寺)로 탈출하면서, 요시토모는 유사시 자신이 매달릴 모든 연결고리를 잃고 고립되고 만다.
당초 요시토모와 함께 후지와라노 노부요리에 가담했던 미나모토노 미쓰야스는 원래 니조 천황을 지지하던 친정파였으므로 노부요리 진영에서 이탈해버렸고, 미나모토노 요리마사(源賴政)도 노부요리와 거리를 두면서 다른 조정 신료들도 잇달아 로쿠하라로 나가버렸다. 이에 기요모리는 '관군'으로서의 지위를 얻게 되었고, 한순간에 조정에 대한 반역자이자 적군이 된 노부요리나 요시토모 등은 토벌 대상이 되었고, 마침내 12월 27일(양력 2월 6일)에 교토 안에서 시작된 전투는 헤이케 등의 관군에 비해 숫자에서 이미 밀렸던 요시토모군의 괴멸로 끝났다.

### 패주 그리고 죽음
그 뒤 노부요리를 떠나 아들 요시히라ㆍ도모나가ㆍ요리토모 3형제, 일족인 무쓰로쿠로(陸奧六郞) 미나모토노 요시타카(源義隆)ㆍ히라가 요시노부(平賀義信)ㆍ미나모토노 시게나리(사도 시게나리佐渡重成), 게닌이자 젖형제인 가마타 마사키요(鎌田政淸)ㆍ사이토 사네모리(齋藤実盛)ㆍ시부야 가네오마루(涉谷金王丸) 등을 데리고, 세력을 회복하기 위해 도카이도(東海道)로 향했지만, 이들에 대한 거듭되는 추격 끝에 아들 도모나가와 일족 요시타카ㆍ시게나리는 깊은 상처를 입고 목숨을 잃는다. 요리토모도 일행과 떨어져 붙잡히고, 요시히라는 호쿠리쿠도(北陸道)를 목표로 삼아 일단 이탈했다가 다시 교토로 돌아와 숨어있다가, 살아 남은 요시토모의 노토(郎党)와 함께 기요모리 암살을 시도하지만 실패하고 처형된다.
타고 있던 말도 잃어버리고 맨발로 걸어서 가까스로 오와리(尾張)의 노마(野間, 지금의 일본 아이치 현 치타군 미하마쵸)에 다다른 요시토모는 케닌 마사키요의 시아버지이기도 한 옛 케닌인 오사다 다다무네(長田忠致)와 그 아들 가게무네(景致)에게 의탁하지만, 은상에 눈먼 오사다 부자의 배신으로 목욕하던 중에 습격당해 살해되었다(《헤이지 이야기》). 향년 38세. 교토를 탈출한지 사흘 만의 일이었다(가마타 마사키요도 곧 살해되었다). 전승에 따르면 목욕 중에 습격받은 요시토모는 "지금 내 손에 목검 한 자루만 있었어도!" 하고 중얼거렸다고 한다. 이와는 달리 《구칸쇼》에는 오사다 부자의 음모를 알아챈 요시토모가 마사키요에게 자신의 목을 쳐줄 것을 명했고, 어쩔 수 없이 주군의 명을 따른 마사키요는 곧바로 스스로 자결했다고 기록했다. 새해가 된 정월 9일에 두 명의 목은 옥문에 효수되었다.
요시토모의 무덤은 그가 최후를 맞이한 땅인 임종의 땅인 노마다이보(野間大坊) 경내에 있으며, 그가 죽기 전에 외쳤다던 한 마디를 기려 현재 무덤 위에는 많은 목검이 올려져 있다고 한다. 또한 경내에는 요시토모의 목을 씻었다는 연못도 남아 있다.
아버지나 남동생들을 죽여 가며 가와치 겐지의 '적통'을 확립하고도 불과 3년 만에 죽음을 맞이한 요시토모였지만, 요시토모 자신이 도고쿠에 쌓아올린 지지 기반, 헤이지의 난 때에 적자 요리토모에게 준 높은 지위는, 훗날 요리토모에 의한 거병의 성공, 나아가 가마쿠라 막부 성립의 주춧돌이 되었다.

### 가계
- 장남 요시히라 - 가마쿠라 아쿠겐타(鎌倉惡源太)
- 차남 도모나가(朝長)
- 3남 요리토모 - 가마쿠라 막부의 초대 정이대장군(征夷大將軍)
- 4남 요시카도(義門)
- 5남 마레요시(希義) - 도사 기라씨(土佐吉良氏)의 시조?
- 6남 노리요리 - 요시미씨(吉見氏)의 시조
- 7남 아노 젠조 - 아노씨(阿野氏)의 시조
- 8남 기엔(義円) - 아이치씨(愛智氏)의 시조
- 9남 요시쓰네